# خوزه ایگناسیو سانچز گالان
خوزه ایگناسیو سانچز گالان (انگلیسی: Jose Ignacio Sanchez Galan؛ زادهٔ ۳۰ سپتامبر ۱۹۵۰) کارآفرین، بازرگان و مدیر ارشد اجرایی اسپانیایی است، که در حال حاضر به‌عنوان مدیر عامل اجرایی و رئیس هیئت مدیره شرکت ایبردرولا فعالیت می‌نماید.